# Embalse de Portodemouros
El embalse de Portodemouros está situado entre las provincias de La Coruña y Pontevedra, en el centro geográfico de Galicia, España.

## Descripción

Vista del embalse.

Pertenece a la cuenca del río Ulla. La presa se encuentra entre los municipios de Arzúa, provincia de A Coruña y Villa de Cruces, provincia de Pontevedra. Sus aguas inundan también parte de los ayuntamientos de Santiso (La Coruña) y A Golada (Pontevedra). Su capacidad es de 297 hm³. La elección del emplazamiento se debió entre otros factores a la existencia en el contorno de los materiales necesarios para su construcción, además de la excelente impermeabilidad de la roca existente.
- Datos: Q49691
- Multimedia: Portodemouros Reservoir / Q49691